# Jorat
Le Jorat est une région naturelle, s'étendant sur une zone de collines boisées, située au nord-est de Lausanne, dans le canton de Vaud, en Suisse.

## Situation
La région se trouve sur le Moyen-Pays vaudois, et est comprise entre le Gros-de-Vaud à l'ouest et la Broye à l'est. La région est une crête qui part des hauts de Lausanne vers le Chalet-à-Gobet. Les communes au sud du Jorat sont Épalinges, le Mont-sur-Lausanne, Savigny et Forel (Lavaux). Puis la région s'étire en direction du nord-est. Elle est particulièrement boisée. Les communes marquant la limite avec le Gros-de-Vaud à l'ouest sont Cugy, Froideville, Jorat-Menthue. À l'est, la région s'arrête aux villages de Servion, Mézières, Carrouge, Syens. Au nord, le Jorat s'arrête vers Moudon et le village de Thierrens marque la limite nord, elle aussi avec le Gros-de-Vaud.

### Territoires
Le territoire, au cœur du Moyen-Pays vaudois, s'étend sur quatre districts et une vingtaine de communes. Certaines communes ont l'entier de leur territoire dans le Jorat, d'autres l'ont partiellement et ne concerne que certaines localités, souvent d'anciennes communes, voire des zones forestières et agricoles.
- District de Broye-Vully : Corcelles-le-Jorat, Hermenches, Ropraz, Syens, Vucherens et Vulliens
- District du Gros-de-Vaud : Cugy, Froideville et Jorat-Menthue (Montaubion-Chardonney, Peney-le-Jorat, Sottens, Villars-Mendraz et Villars-Tiercelin), Montilliez (Dommartin), Montanaire (Chapelle-sur-Moudon, Martherenges, Neyruz-sur-Moudon, Peyres-Possens, Saint-Cierges et Thierrens), Poliez-Pittet
- District de Lausanne : Épalinges, Lausanne (Le Chalet-à-Gobet et Vers-chez-les-Blanc) et Le Mont-sur-Lausanne
- District de Lavaux-Oron : Forel, Jorat-Mézières (Mézières et Carrouge et Ferlens), Montpreveyres, Savigny et Servion (Les Cullayes)

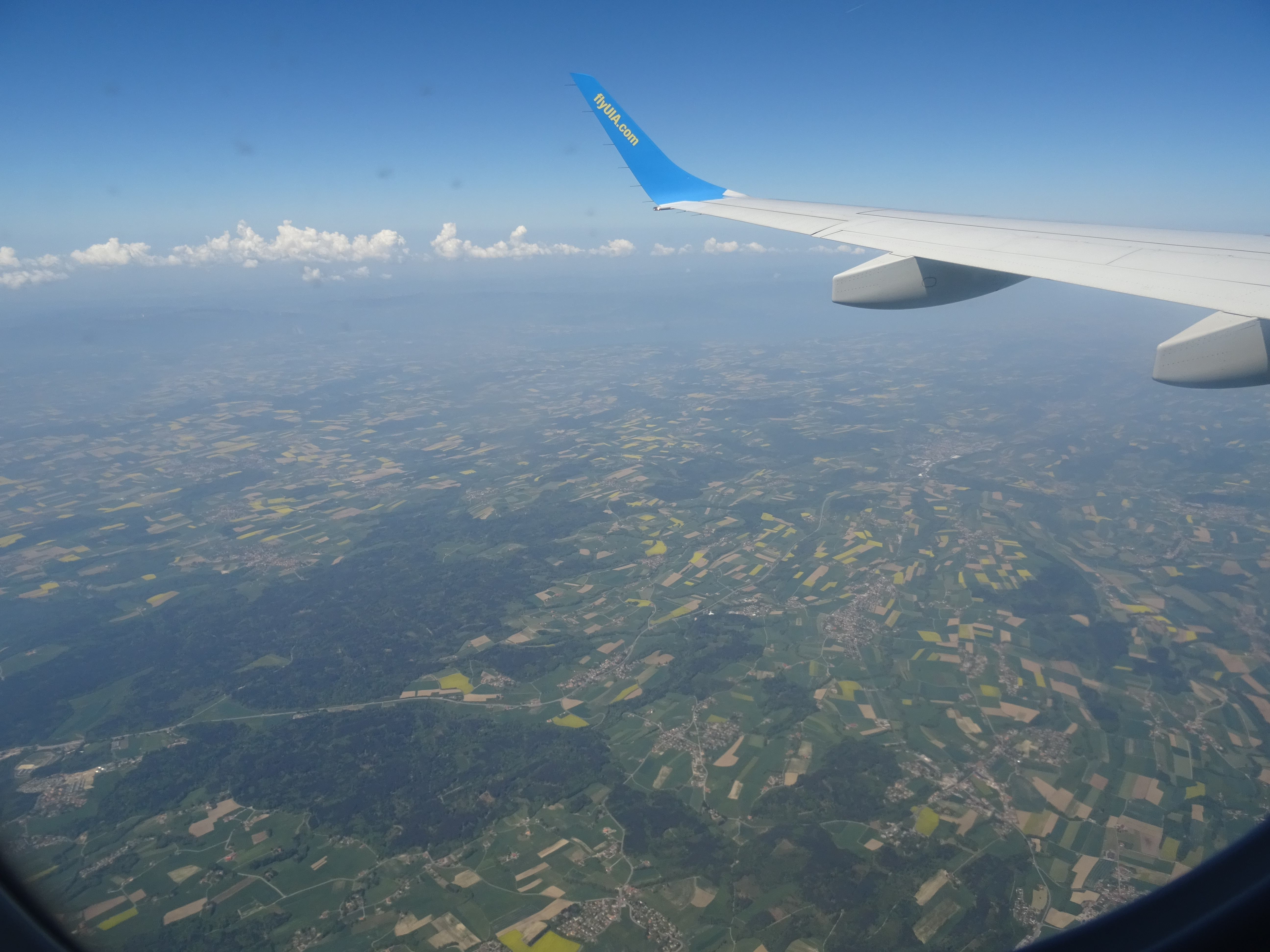
Vue aérienne du Jorat.
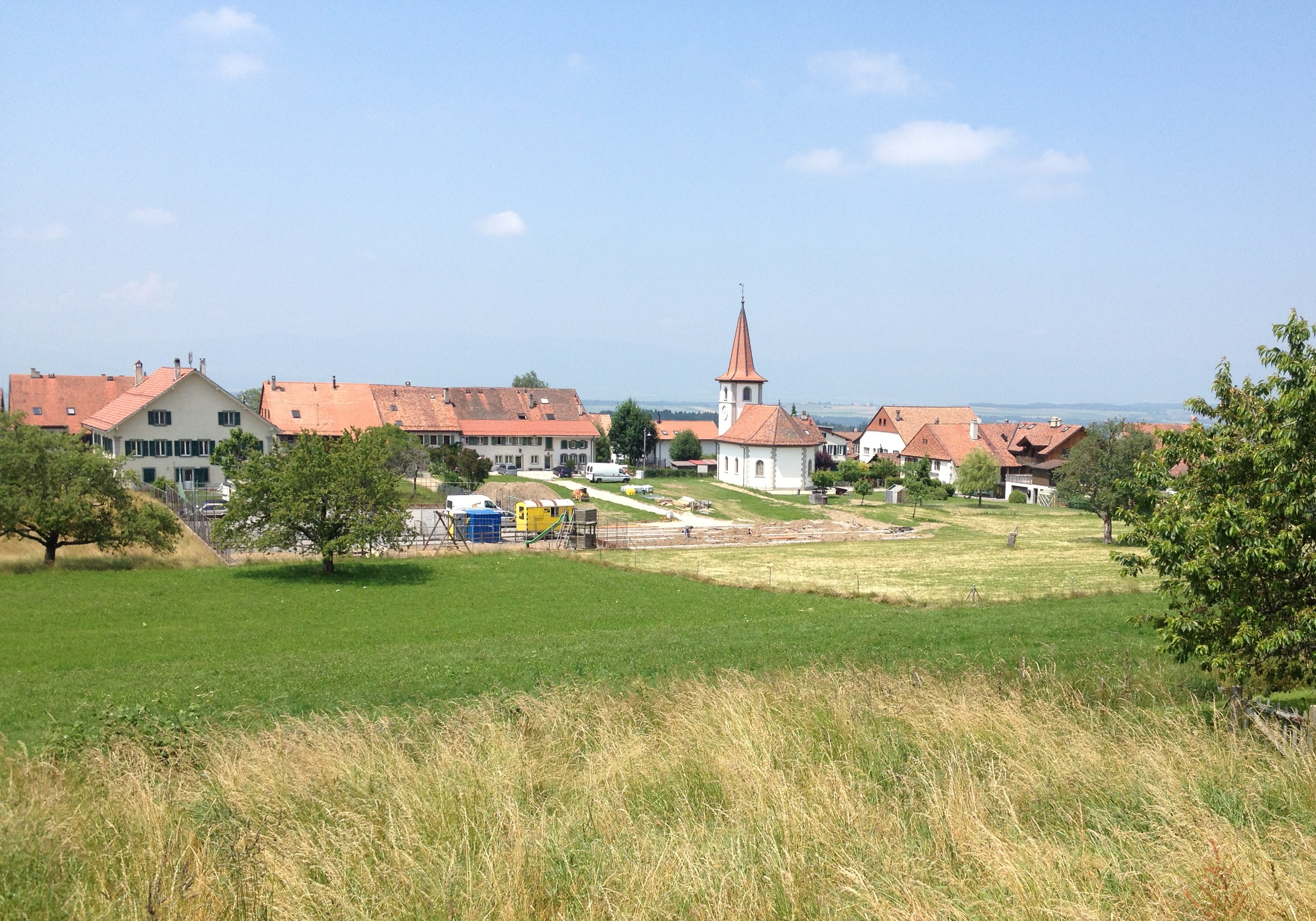
Vue de Villars-Tiercelin.
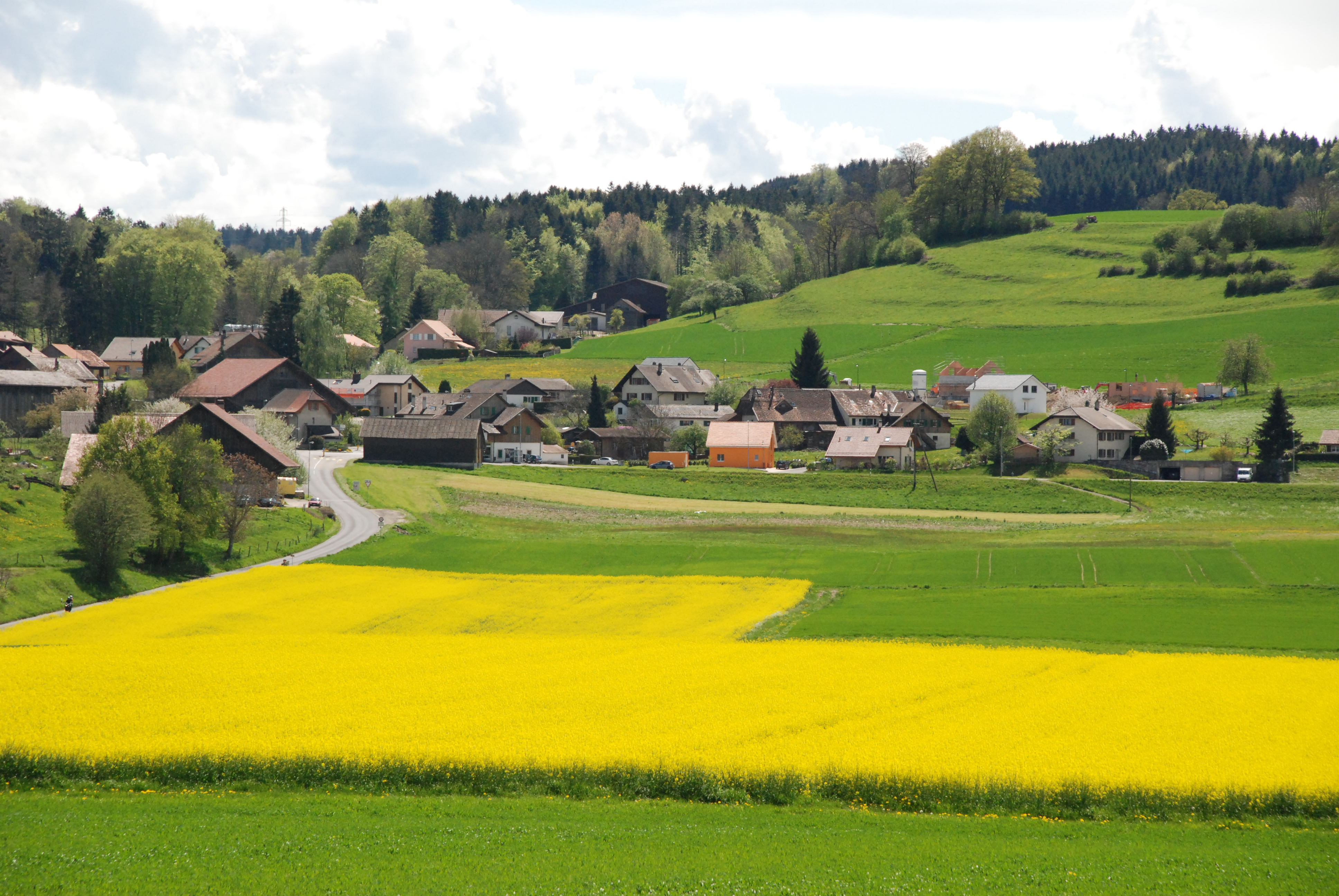
Vue de Villars-Mendraz.
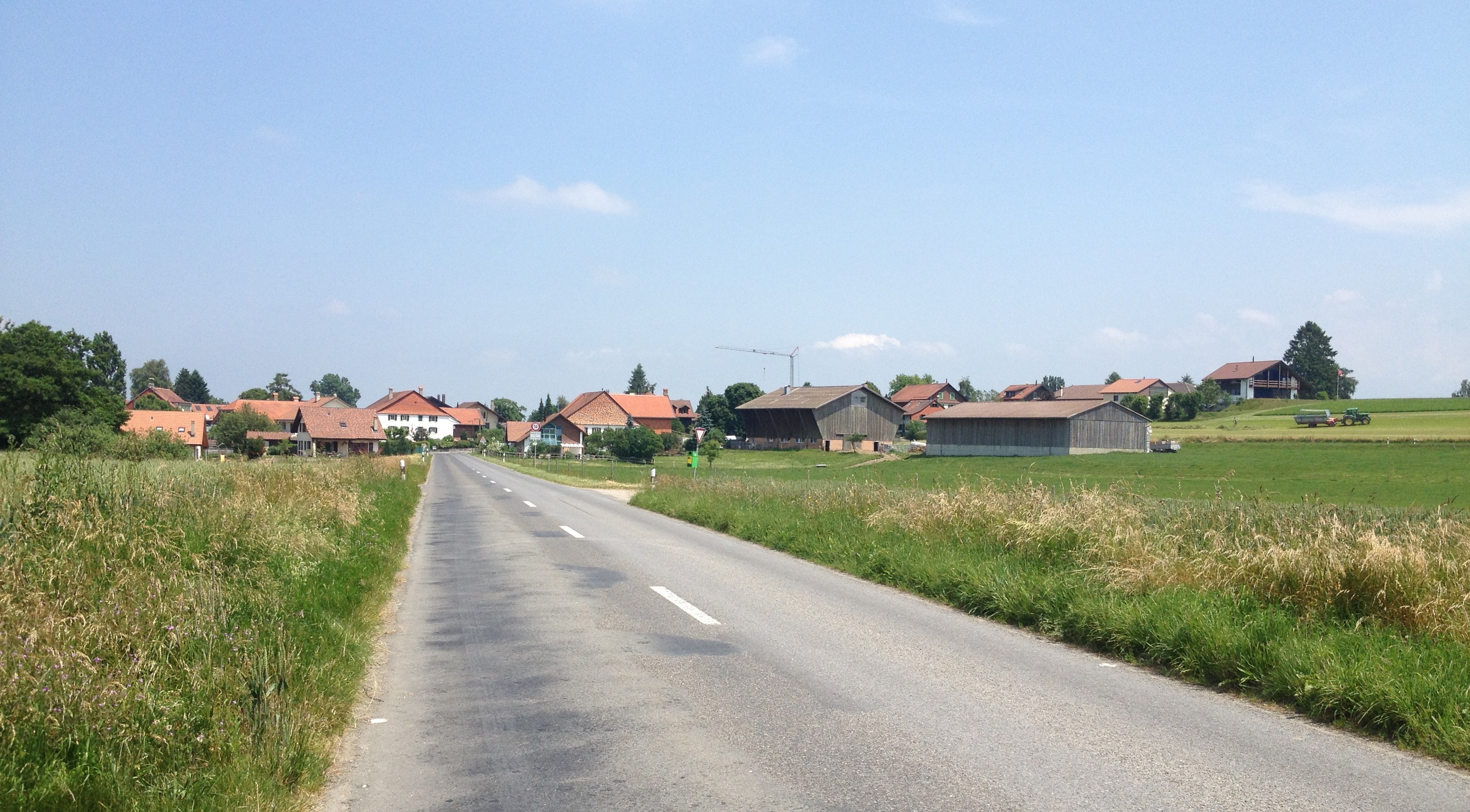
Vue de Peney-le-Jorat.

## Caractéristiques
Situé sur le Plateau suisse, la région correspond principalement à deux types de paysages selon la typologie des paysages de Suisse. La partie dominante de la région, principalement constituée par le massif forestier du Jorat et délimité par Villars-Tiercelin et Corcelles-le-Jorat au nord, Montpreveyres et Mollie-Margot à l'est, La Claie-aux-Moines, Vers-chez-les-Blanc et Les Planches au sud ainsi que Cugy et Froideville à l'ouest, constitue un paysage de collines au relief prononcé. Les parties plus basses constituent un paysage de colline marqué par les cultures fourragères, voire un paysage de collines du Plateau suisse marqué par les grandes cultures pour les parties les plus basses à Hermenches et Syens
La région se trouve en grande partie à une altitude supérieure à 700 m et culmine à 935 m à la montagne du Château à la limite des communes de Lausanne et de Montpreveyres. La Borne des Trois Jorats, tripoint des limites des communes précités et de Froideville, est localisé à environ 720 mètres à l'ouest du sommet.

### Hydrologie
Plusieurs cours d'eau trouvent leur origine dans le Jorat. Les plus importants sont notamment le Flon, qui part au sud dans les communes d'Épalinges puis de Lausanne en direction du lac Léman et donc du Rhône. Les rivières suivantes font toute partie du bassin versant du Rhin. Le Talent qui rejoint le Gros-de-Vaud à Cugy puis se jette dans l'Orbe, la Menthue qui, elle aussi rejoint le Gros-de-Vaud à Montilliez, dans la localité de Dommartin puis se jette dans le lac de Neuchâtel. Ainsi que la Bressonne et la Carrouge, qui rejoignent la Broye à Bressonnaz. La région est ainsi située sur la ligne de partage des eaux entre le Rhône et le Rhin.

### Géologie
Comme pour l'ensemble du plateau suisse, la région était autrefois couverte de glaciers. La fonte de ces derniers a laissé un sol fait d'un matelas de moraine sous lequel se trouve un sommier de molasse. Le Jorat est essentiellement sculpté dans la molasse. Entre les différentes périodes glaciaires, le Jorat était une toundra sur laquelle vivaient des mammouths. Les premiers ossement de ces animaux ont été retrouvés dans la région en 1877. La moraine assure la fertilité ainsi que l'imperméabilisation des sols. Ceci provoque toutefois une forte présence d'eau dans les sols. La forêt étant actuellement essentiellement composée d'épicéas, le sol gorgé d'eau est fragilisé et peine à retenir les plantations. C'est ainsi qu'en hiver 1935, le vent et la neige ont arraché de nombreux arbres. La forêt a par la suite été assainie et des canaux de drainages permettent de mieux contrôler l'humidité des sols. Néanmoins, les sources d'eau fortement présentes dans la région ont été exploitées avant l'usage généralisé de l'eau courante. Aujourd'hui, l'office du tourisme de Lausanne propose un parcours hydrologique dans le Jorat. La plupart des fontaines du Jorat tirent leur eaux de sources présentes dans la molasse constitutive du sol de la région et sont donc potables.

#### Anomalie du Jorat
Observée au début du XXe siècle, dans les années 1920, une faille située à 4 km sous terre, partant du Jorat et se prolongeant jusque dans le lac Léman dans laquelle se trouve une roche ferreuse provoque une hausse de l'induction électromagnétique naturelle d'environ 1 µT en passant de 46 µT dans le canton de Vaud à 47 µT dans le Jorat.

### Habitat
La région du Jorat est essentiellement boisée et l'agriculture y est donc bien moins développée que dans la région voisine du Gros-de-Vaud. Les bois du Jorat furent progressivement habités après la Grande peste au XIVe siècle. l'agriculture y a cependant toujours été difficile. Au XIXe siècle, à plusieurs reprises la commission du Conseil communal de Lausanne relève le grand état de pauvreté de la population du Jorat. Ainsi, en 1854, cette dernière écrit :

« La plupart des fermiers se sont ruinés et les domaines agricoles ne se sont pas améliorés. »

— Commission du Conseil communal de Lausanne

### Bois du Jorat

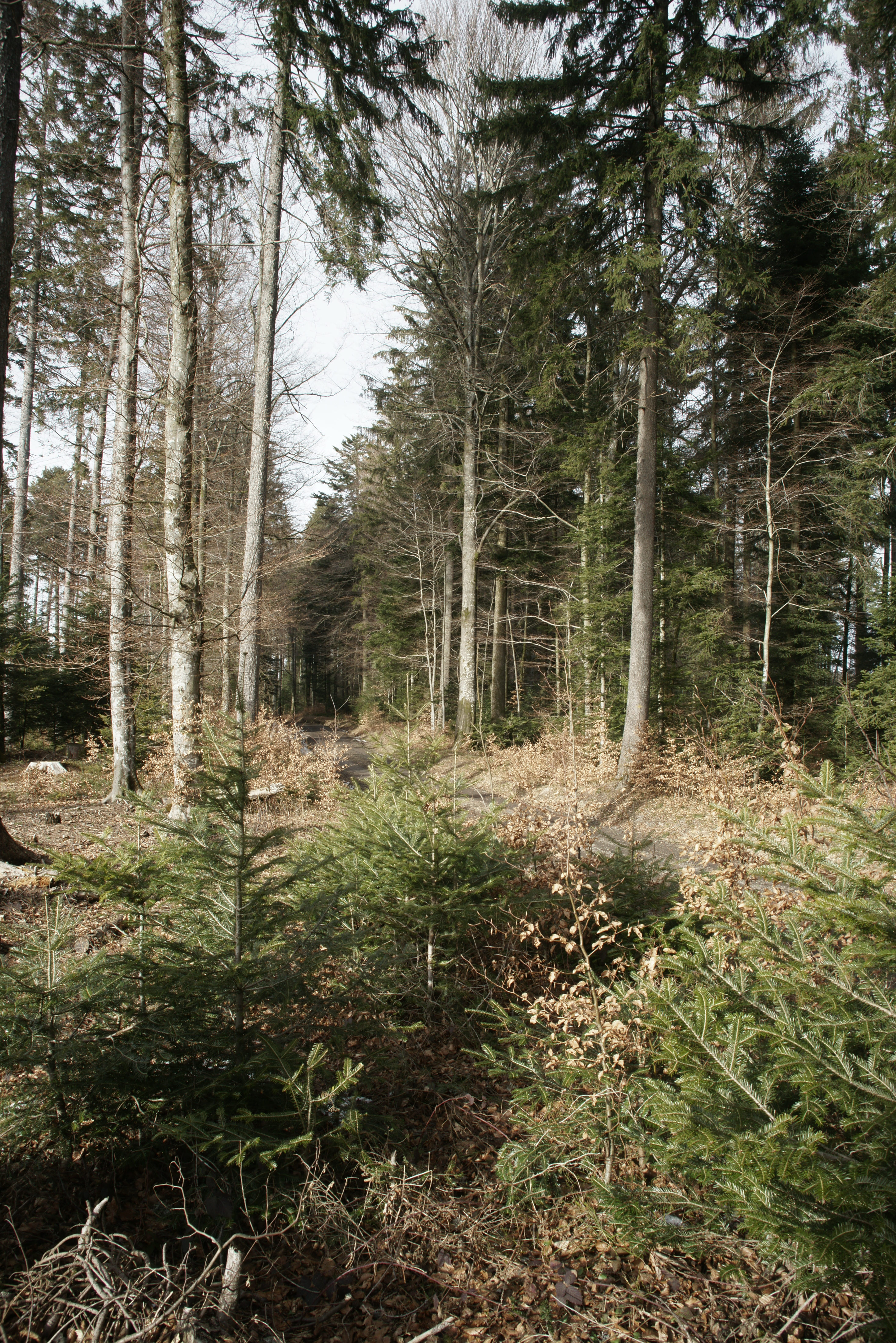
Le Bois Faucan en février 2012.

Le Jorat est le plus grand massif forestier de plaine en Suisse. Le massif forestier dans son ensemble porte le nom de Le Jorat ou Bois du Jorat. Différents bois le compose, notamment le Bois du Grand Jorat, le Bois Faucan, le Grand Bois, le Jorat d'Echallens et le Bois de Benenté.
Les principales essences composant les forêts du Jorat sont le hêtre (foyard), le sapin et l'épicéa. Cette région du Moyen-Pays vaudois est riche en faune en raison notamment de la taille relativement importante de la forêt. Elle subit toutefois une pression exercée par les activités humaines, notamment les loisirs, du fait de sa proximité à l'agglomération lausannoise.
Le sapin président du Jorat sur la commune de Lausanne, âgé de 250 à 300 ans, ne mesure plus que 25 mètres de haut, contre 40 auparavant, en raison de la foudre qui l'a frappé plusieurs fois dont la dernière en 1995.

### Faune
Parmi les mammifères, le chevreuil est très présent, en revanche, les observations de cerf élaphe sont devenues rares. Parmi les carnivores on trouve : blaireau européen, belette fouine, hermine, martre, putois et renard roux. L'ordre des chiroptères compte le grand murin et le murin à moustaches. Le hérisson d'Europe, la musaraigne carrelet, la musaraigne couronnée et la musaraigne aquatique sont parmi les insectivores qui peuplent la région. Le lièvre brun est présent. Parmi les rongeurs on trouve : campagnol agreste, campagnol des champs, campagnol roussâtre, campagnol terrestre, écureuil roux, loir gris, mulot à collier, mulot sylvestre, muscardin et castor.
La fourmi rousse est très présente en forêt et peut confectionner des fourmilières atteignant une hauteur d'homme.

## Brigands du Jorat
Le Jorat était le centre opérationnel pour beaucoup de brigands. La renommée acquise est telle qu'ils sont aujourd'hui recensés dans la liste des traditions vivantes du canton de Vaud sur demande de l'Office fédéral de la Culture. Ces brigands ont agi pendant tout le Moyen Âge et jusqu'au XVIIIe siècle. Ils agissaient principalement en bandes organisées dont les actes consistaient notamment à dévaliser et voler les voyageurs passant dans la région. Dans le but de faire cesser ces actes, les autorités bernoises réussirent à capturer vingt-cinq brigands entre la mi-octobre et la fin décembre 1702. Ils furent pendus à Vidy où leurs corps sont restés exposés jusqu'en juillet 1703. Néanmoins, la vraie disparition des brigands du Jorat tient plus de l'éducation prodiguée aux populations du Jorat par les pasteurs que des expéditions punitives des autorités bernoises.

## Parc périurbain du Jorat
Treize communes (Corcelles-le-Jorat, Ropraz, Hermenches, Jorat-Menthue,	Montilliez, Froideville, Cugy, Le Mont-sur-Lausanne, Épalinges, Lausanne, Montpreveyres, Servion et Mézières) de la région ont pour projet la création du parc périurbain du Jorat.

## Galerie de photos

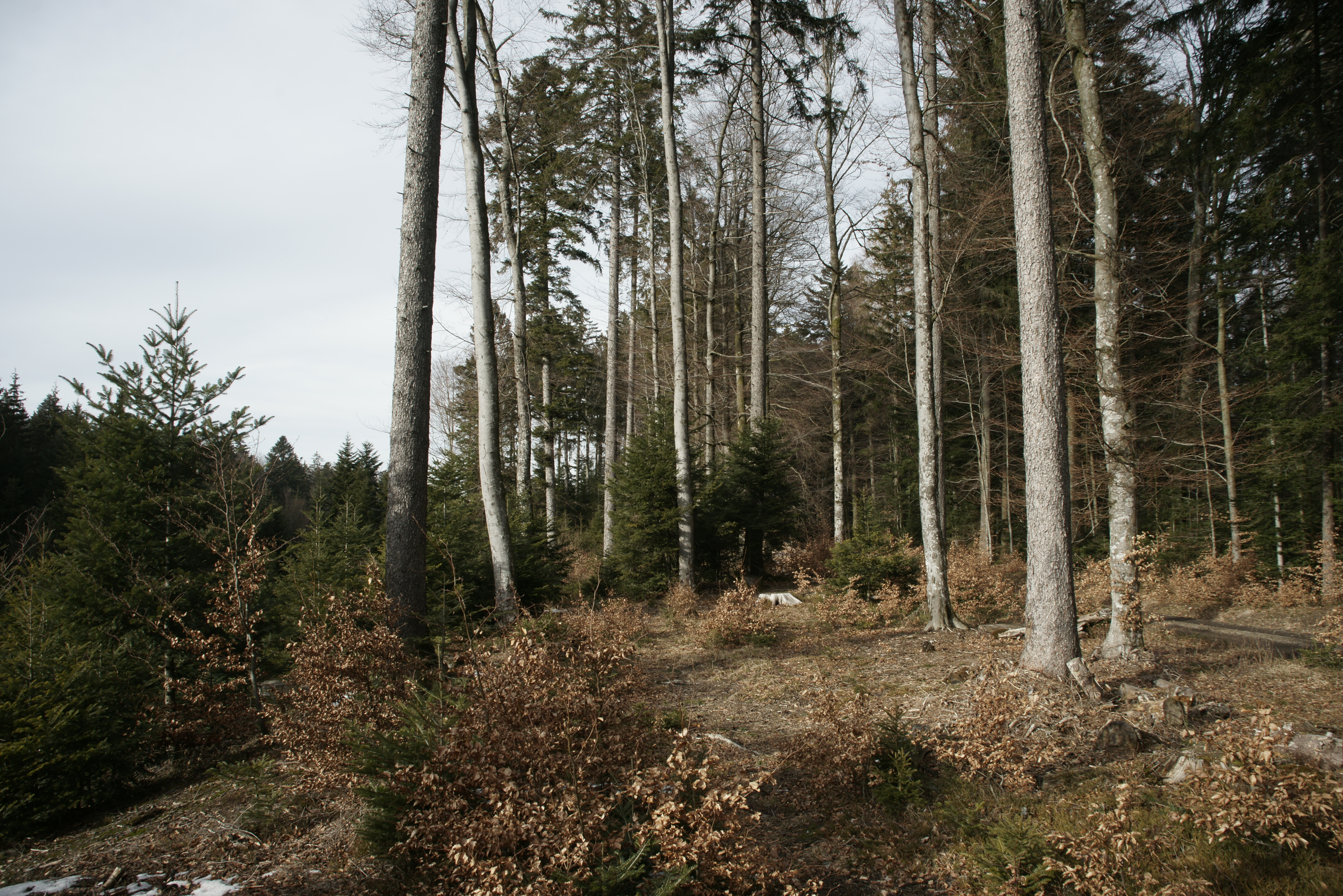
Bois Faucan dans la forêt du Jorat près de Corcelles-le-Jorat.
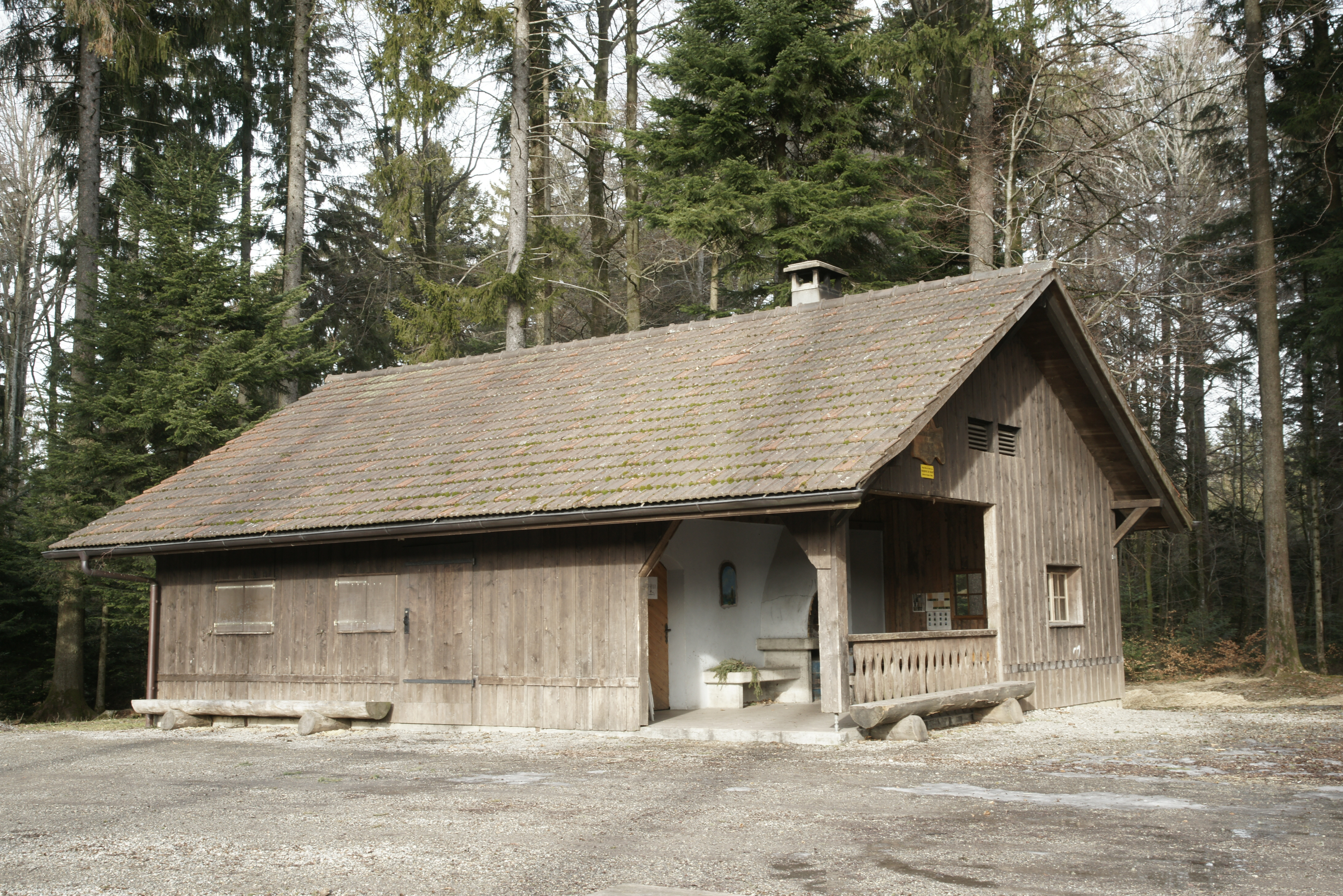
Refuge typique de la forêt du Jorat, ici dans le Bois Faucan.
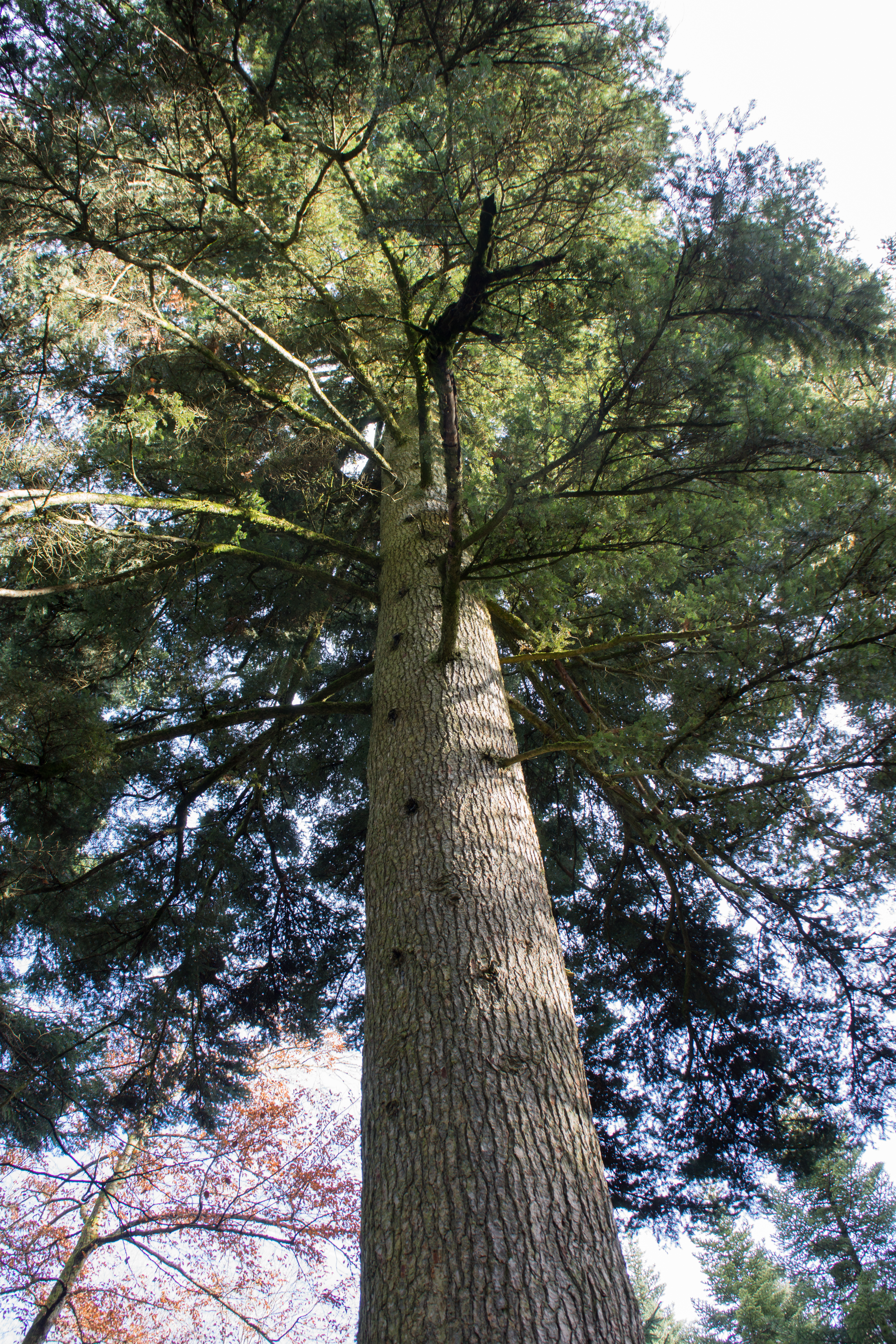
Le sapin président du Jorat.
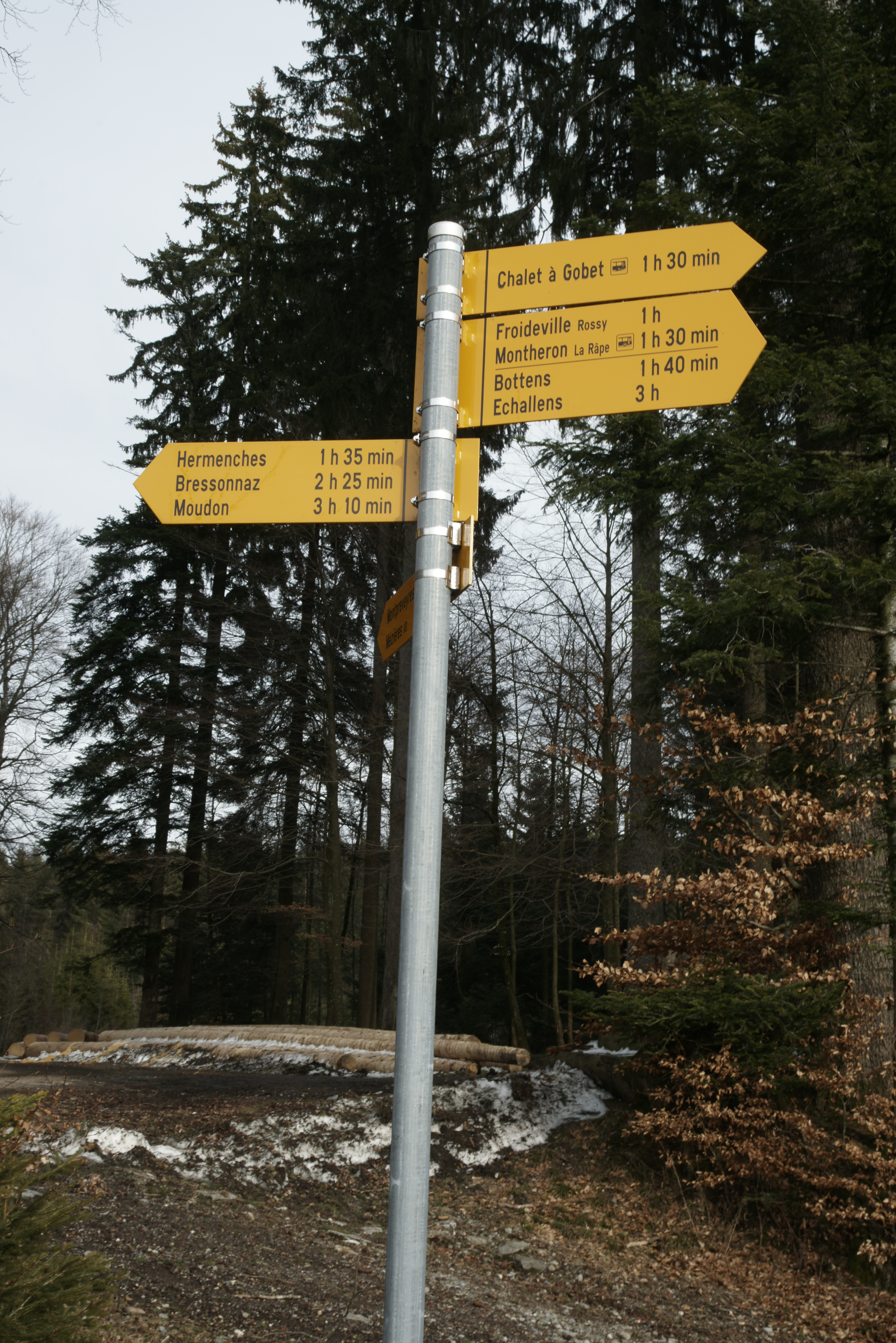
De nombreux sentiers pédestres parcourent le Jorat.
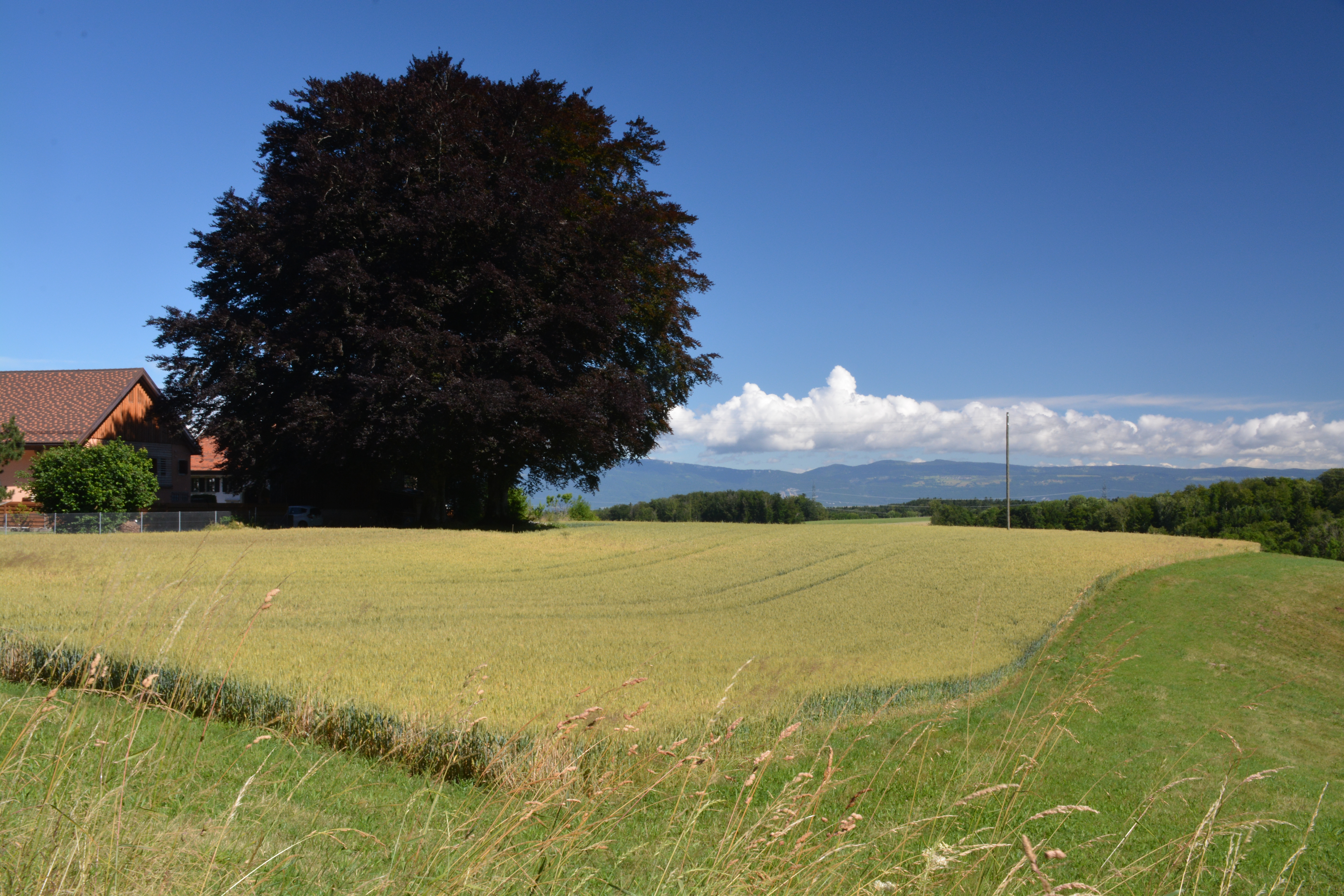
Bien que la région soit d'abord forestière et fourragère, la culture marque le paysage des parties les plus basses du Jorat.
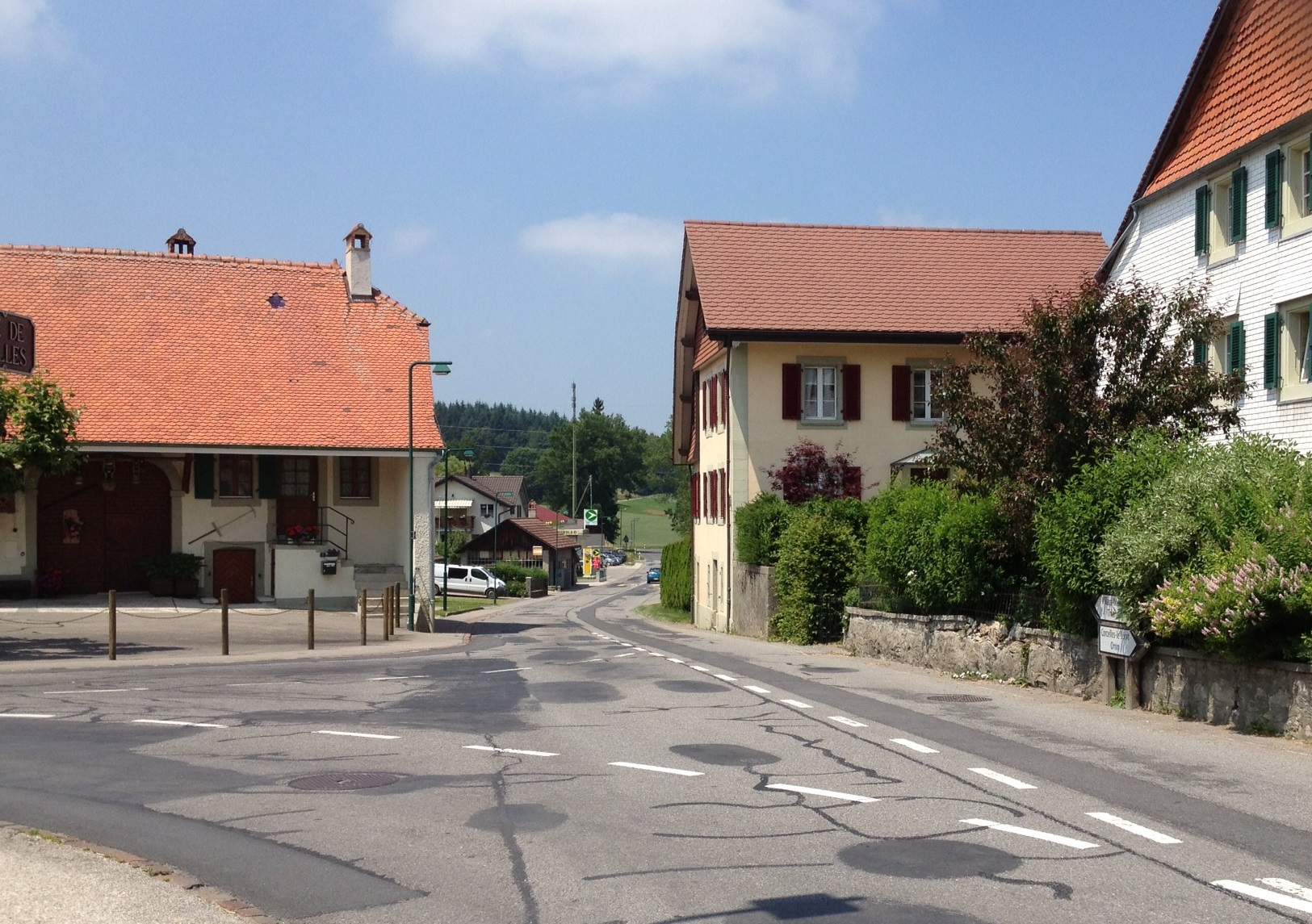
Peney-le-Jorat.
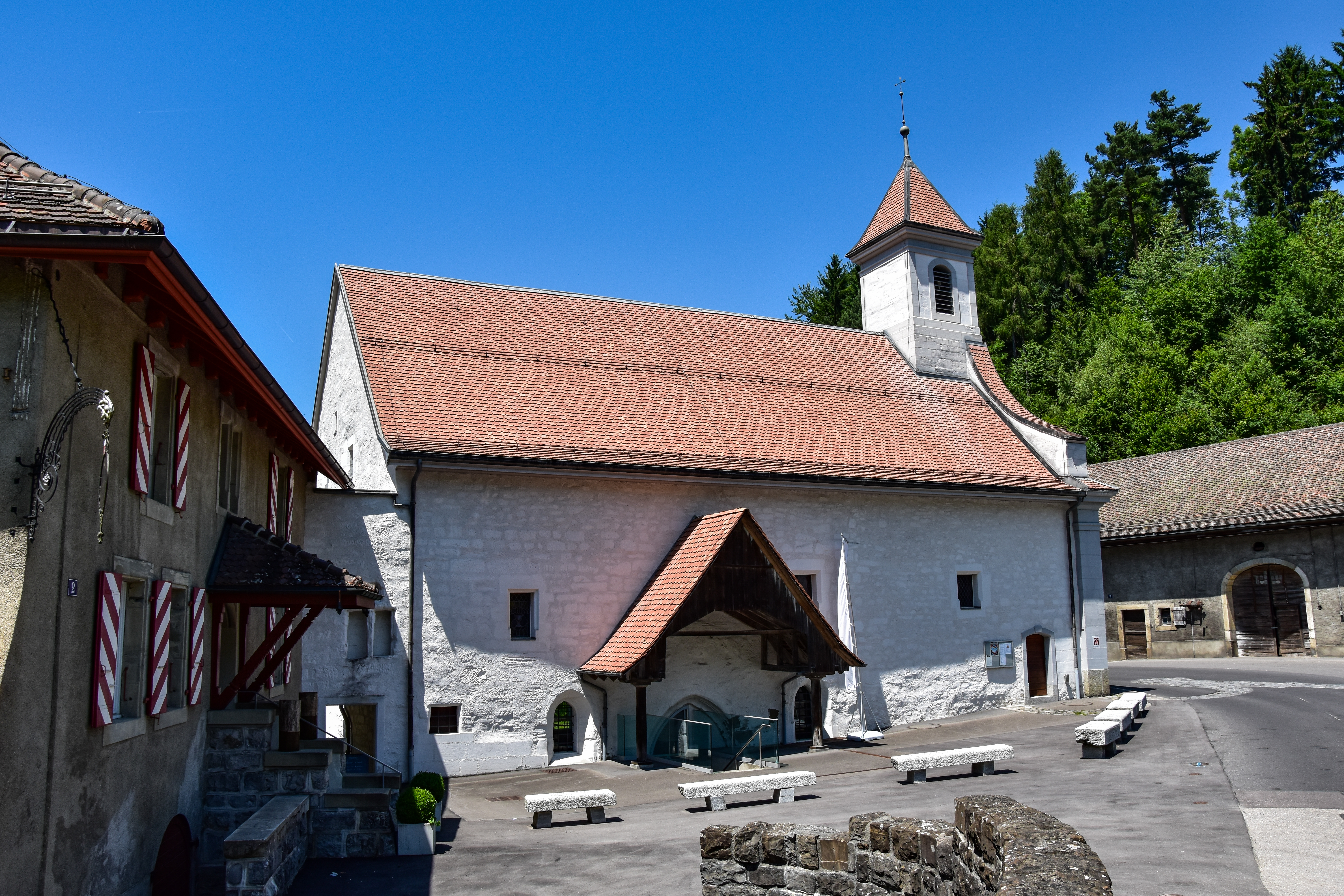
L'abbaye de Montheron.
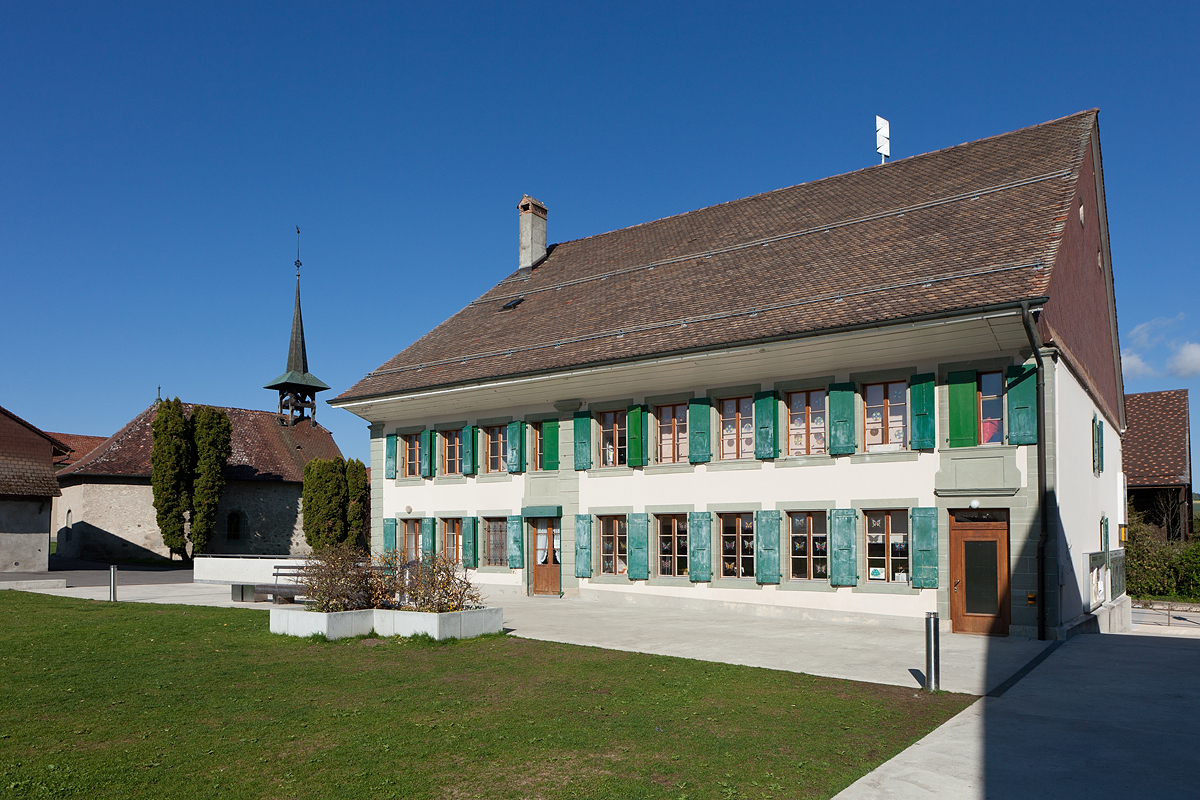
L'école de Carrouge.
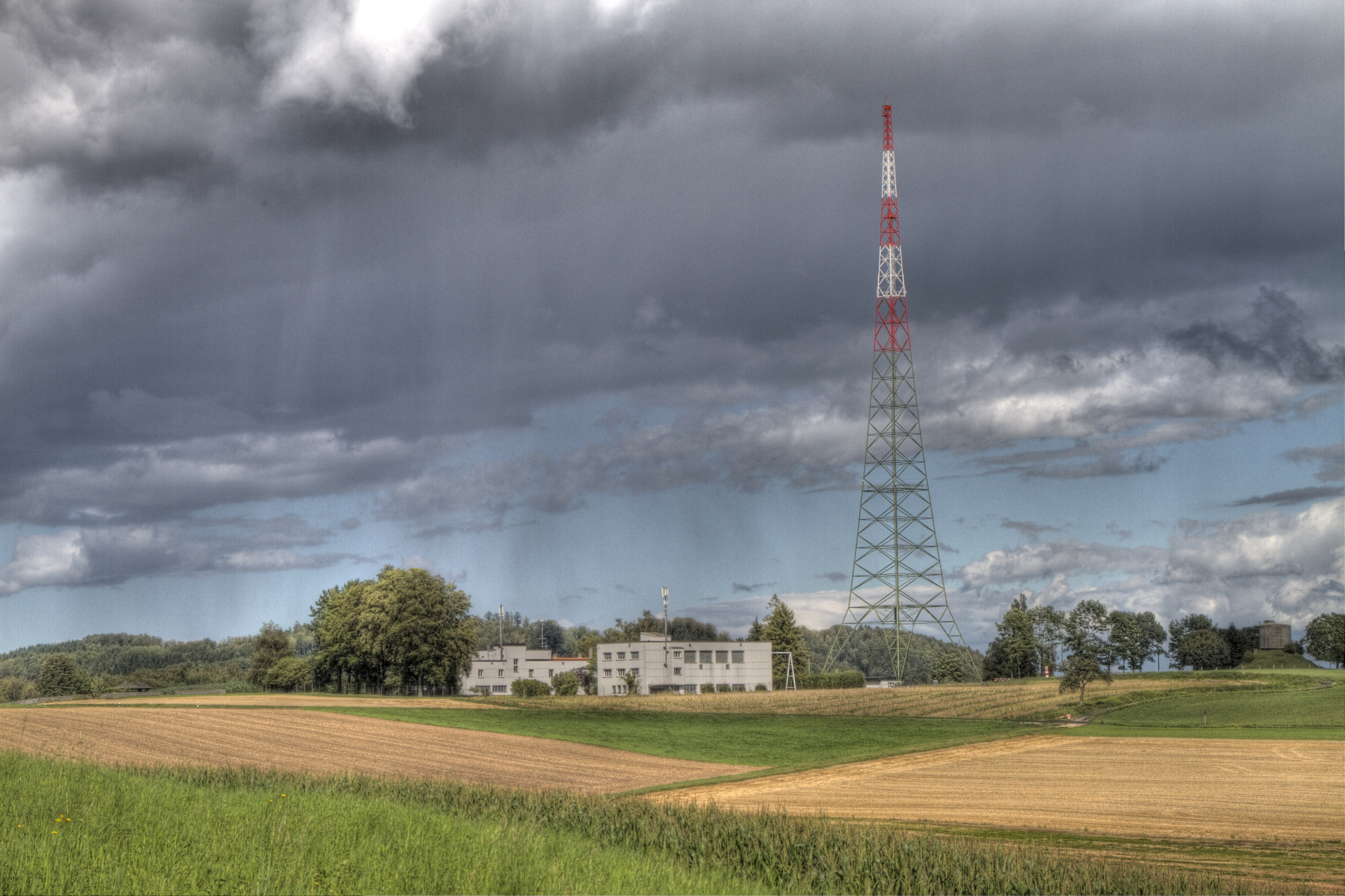
Vue de l'émetteur de Sottens.
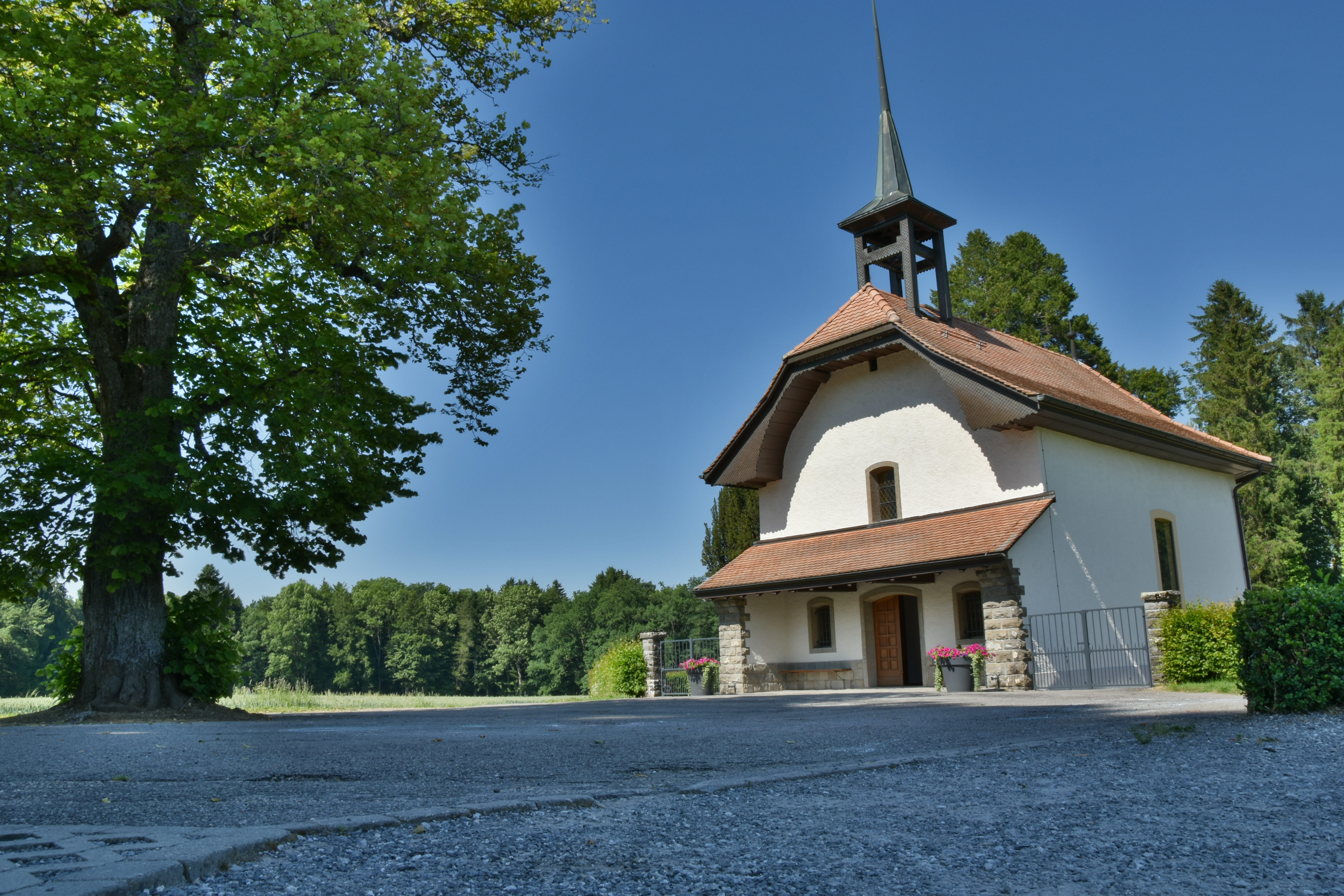
Vue de l'église de Montpreveyres.
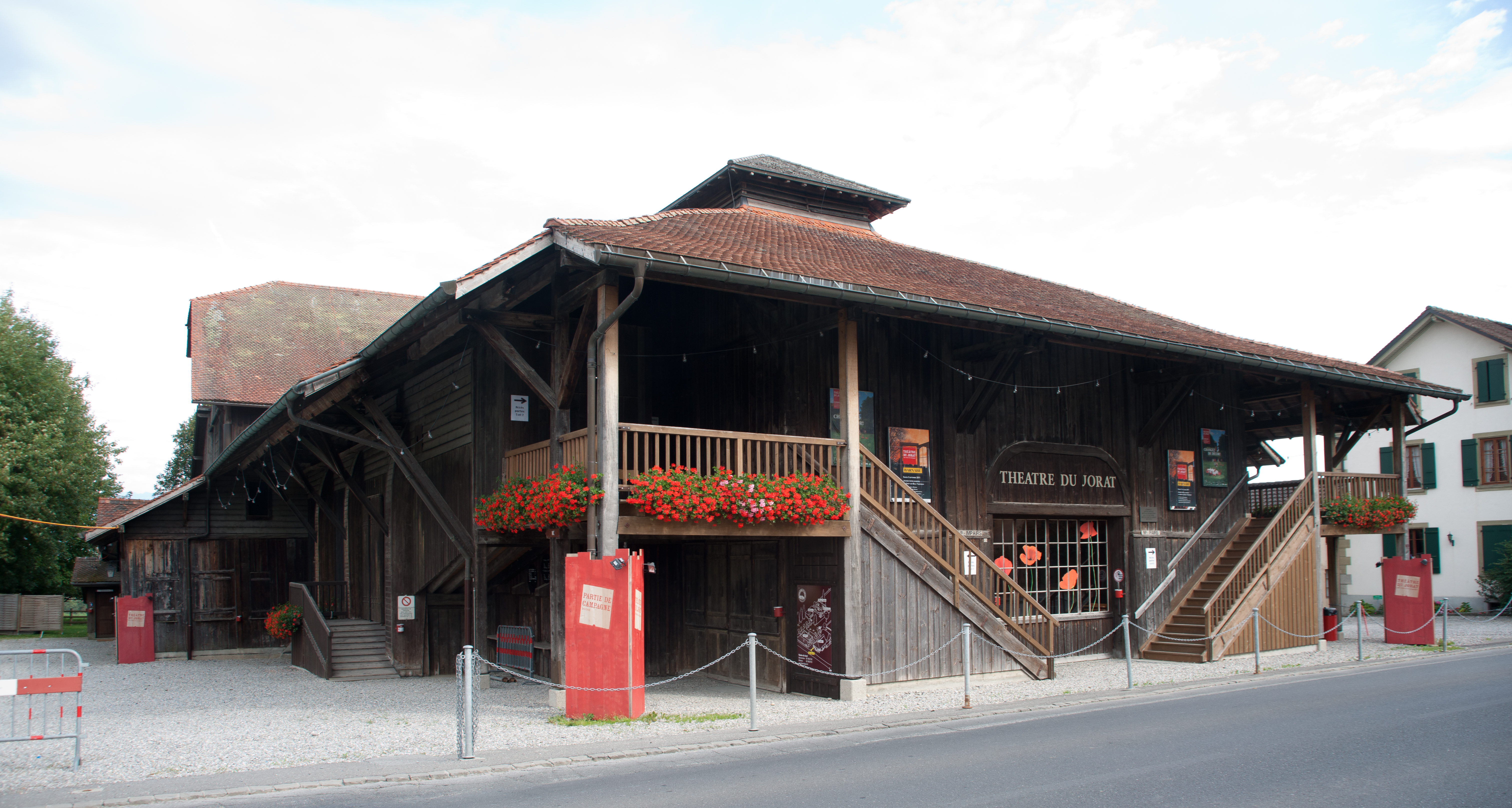
Le théâtre du Jorat.